# 후지코 후지오 극장
후지코 후지오 극장(일본어: 藤子不二雄劇場 후지코 후지오 게키죠우[*])은 1979년 4월부터 1989년 9월까지(전국 네트워크로서는 1987년 9월까지) 방송된 TV 아사히의 후지코 후지오 원작의 애니메이션 방송 범위.

## 1979년 4월 ~ 1987년 3월 (단일 작품 시대)
간토권에서는 지금까지 로컬 뉴스 범위 《ANN 수도권 뉴스》를 방송하고 월요일~토요일 18시 50분 ~ 19시 00분(1983년 4월부터 18시 45분 ~ 19시 00분, 모든 시간은 JST 기준)의 임의 네트워크 대번조 범위와 일요일 9시 30분 ~ 10시 00분(1980년 3월 이전에는 일요일 8시 30분 ~ 9시 00분, 모든 시간은 JST 기준)의 전국 네트워크 범위로 이루어지며 후자는 그 주의 전자가 되는 방송을 30분 프로그램으로 재구성해 전국 방송하는 형식이었다.
방송된 프로그램은 다음과 같다.
- 1979년 4월 ~ 1981년 9월 - 도라에몽 (골든 범위로 이동하여 현재도 방송중)
- 1981년 9월 ~ 1983년 3월 - 닌자 핫토리군 (골든 범위로 이동하여 계속, 그 후 《후지코 후지오 와이드(일본어판))》에 편입)
- 1983년 4월 ~ 1985년 3월 - 파만 (《후지코 후지오 와이드》에 편입하여 계속)
- 1985년 4월 ~ 1987년 3월 - 오바케의 Q 타로

| TV 아사히 월 ~ 토 18:50 ~ 19:00 범위                                                              | TV 아사히 월 ~ 토 18:50 ~ 19:00 범위  | TV 아사히 월 ~ 토 18:50 ~ 19:00 범위 |
| 이전 작품                                                                                         | 작품명                                | 다음 작품 |
| ------------------------------------------------------------------------------------------------- | ------------------------------------- | --- |
| ANN 수도권 뉴스 ※로컬 뉴스 범위는 18시부터 18시 30분 〈6시의 세틀라이트〉으로 이행                | 후지코 후지오 극장 (1979.4 ~ 1983.3)  | 후지코 후지오 극장 (18:45 ~ 19:00) ※5분 확대해서 계속 |
| TV 아사히 평일 18:45 ~ 19:00 범위                                                                 |                                       | |
| ANN 뉴스레터 (월 ~ 토 18:30 ~ 18:50) ※5분 앞당겨서 계속후지코 후지오 극장 (월 ~ 토 18:50 ~ 19:00) | 후지코 후지오 극장 (1983.4 ~ 1987.3)  | 파오파오 채널 (18:00 ~ 18:50)월 - 후지코 후지오 월드 화 - 에스퍼 마미 수 - 그림 명작 극장 ※ABC 제작 목 - 캡틴 파워와 미래의 군인 금 - 도라에몽 (이상 18:50 ~ 19:20) |
| TV 아사히 토요일 18:45 ~ 19:00 범위                                                               |                                       | |
| ANN 뉴스 레터 (월 ~ 토 18:30 ~ 18:50) ※상동후지코 후지오 극장 (월 ~ 토 18:50 ~ 19:00)             | 후지코 후지오 극장 (1983. 4 ~ 1987.3) | 뉴스&스포츠 ANN (18:25 ~ 18:55)일기 예보 (18:55 ~ 19:00) |